# Oskar Boettger
Oskar Boettger (ur. 31 marca 1844 we Frankfurcie nad Menem, zm. 25 września 1910 tamże) – niemiecki zoolog i paleontolog, specjalizujący się w herpetologii.

## Życiorys
Oskar Boettger urodził się 31 marca 1844 we Frankfurcie nad Menem. W latach 1863–1866 studiował w akademii górniczej we Freibergu, lecz sytuacja polityczna uniemożliwiła mu znalezienie pracy w zawodzie. Przepracował rok w laboratorium chemicznym we Frankfurcie nad Menem, a następnie do 1873 roku pracował jako nauczyciel w Offenbach am Main. Studia doktoranckie w zakresie paleontologii odbył na uniwersytecie w Würzburgu, gdzie w 1869 roku uzyskał stopień doktora. W 1872 roku złożył egzamin państwowy na nauczyciela (niem. Oberlehrer) w Gießen. W latach 1873–1876 pracował w gimnazjum Musterschule we Frankfurcie nad Menem. Wówczas też objął honorowe stanowisko kierownika zbiorów paleontologicznych i herpetologicznych muzeum historii naturalnej Senckenberg Naturmuseum.
Cierpiał na agorafobię i przez 18 lat nie opuszczał swojego mieszkania. Był to najbardziej płodny okres w jego działalności naukowej – ¾ wszystkich publikacji (324) Boettgera pochodzi z tego czasu. Pod koniec życia pracował jako nauczyciel w gimnazjum Wöhler-Realgymnasium.
Zyskał uznanie za swoją pracę na polu taksonomii mięczaków, w szczególności świdrzykowatych, oraz płazów i gadów. Sporządził opisy ponad tysiąca gatunków i opracował wiele nowych rodzajów. Wydawał pisma Der Zoologische Garten i Zoologischer Beobachter (1896–1910).

## Upamiętnienie
Epitety gatunkowe naukowej nazwy następujących zwierząt są eponimami mającym na celu upamiętnienie Oskara Boettgera:
- Piesigaster boettgeri – gatunek węża
- Uroplatus boettgeri – gatunek jaszczurki
- Leposternon boettgeri – gatunek amfisbeny
- Mabuya boettgeri (Trachylepis boettgeri) – gatunek mabuji
- Calumma boettgeri – gatunek kameleona
- Testudo boettgeri – gatunek żółwia
- Zonosaurus boettgeri – gatunek jaszczurki
- Tarentola boettgeri – gatunek jaszczurki
- Rhampholeon boettgeri – gatunek kameleona
- Atractus boettgeri – gatunek węża
- Micrelaps boettgeri – gatunek węża
- Dipsas boettgeri – gatunek węża
- Anole boettgeri – gatunek jaszczurki
- Stenocercus boettgeri – gatunek jaszczurki
- Scincella boettgeri – gatunek jaszczurki
- Emoia boettgeri – gatunek jaszczurki
- Testudo oscarboettgeri – gatunek żółwia